# 1857 у літературі

## Події
- звільнено із заслання Тараса Шевченка.

## Твори
- 16 травня — Москалева Криниця — поема Тараса Шевченка
- 8 грудня — Неофіти — поема Тараса Шевченка
- грудень — Юродивий — поема Тараса Шевченка

## Видання
- Петербург — за редакцією Пантелеймона Куліша вийшли «Народні оповідання» Марка Вовчка.
- Граматка Пантелеймона Куліша, один з перших українських букварів, якук також використовували і як читанку.
- Уперше надруковано «Чорну раду» — перший історичний роман в історії української літератури
- Шарль Бодлер. Квіти зла.

## Народилися
- Гуннар Гейберг — норвезький поет, драматург, журналіст і театральний критик.
- Рошкевич Ольга Михайлівна — перекладач, збирач фольклору.
- Чайковський Андрій Якович — український письменник, громадський діяч, адвокат у Галичині, родом з Самбора.